# イエローキャブNEXT
イエローキャブNEXT（イエローキャブネクスト、Yellow Cab Next）は、日本の芸能事務所である。かつて存在したイエローキャブとの間に資本関係は存在しない。

## 概要
2010年4月に設立された芸能事務所で、タレント・モデル・アーティストの開発及びマネジメント及び映像・音楽の企画制作を事業内容とする。

## 所属タレント
- 市道真央 (声優名義としてM・A・O)
- 重石邑菜（業務提携）
- 岩村華（業務提携）

### かつて所属していたタレント
- 菅崎あみ（現：ユニオンエンタテインメント）
- 奈沙
- 丸尾みゆき
- ゆうあ（業務提携）